# Dylan van Baarle

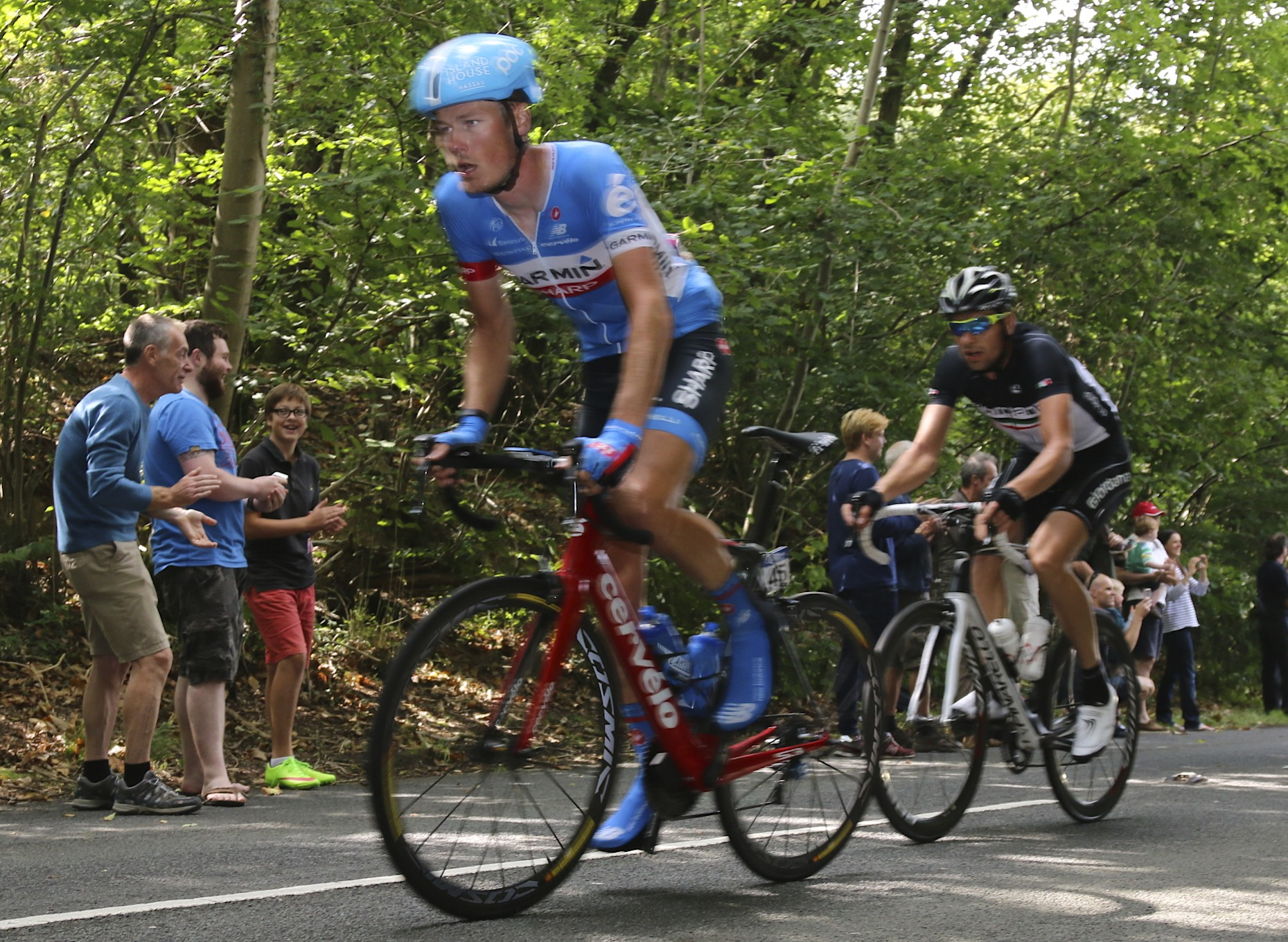
Dylan van Baarle lors du Tour de Grande-Bretagne 2014.

Dylan van Baarle, né le 21 mai 1992 à Voorburg, est un coureur cycliste néerlandais. 
Spécialiste des courses d'un jour, il a notamment remporté Paris-Roubaix en 2022 et terminé deuxième du championnat du monde sur route en 2021 et du Tour des Flandres en 2022. Il compte également à son palmarès des succès sur À travers les Flandres en 2021, le Circuit Het Nieuwsblad en 2023, ainsi que le championnat des Pays-Bas du contre-la-montre en 2018 et celui sur route en 2023.

## Biographie
Dylan Van Baarle est le fils des cyclistes Mario Van Baarle et Renate de Haas. Après avoir vécu à Veenendaal pendant des années, il déménage à Monaco à la fin des années 2010.

### Carrière dans les catégories de jeune
Il s'illustre pour la première fois en 2008 dans la catégorie des moins de 17 ans, où il se classe deuxième du Circuit Het Volk et du championnat des Pays-Bas du contre-la-montre. Un an plus tard, chez les juniors (moins de 19 ans), il remporte le classement général de la Ster van Zuid-Limburg, ainsi que des étapes des Trois Jours d'Axel et du Trofeo Karlsberg, course où il termine deuxième du général. Il termine également deuxième du championnat des Pays-Bas du contre-la-montre juniors et septième du championnat d'Europe du contre-la-montre juniors. En 2010, pour sa deuxième année chez les juniors, il se montre comme l'un des meilleurs coureurs de la catégorie. Il termine ses quatre premières courses par étapes dans le top 5, remportant également des étapes sur les Trois Jours d'Axel, la Vuelta al Besaya et Liège-La Gleize.
Pour la saison 2011, il signe un contrat avec l'équipe continentale néerlandaise Rabobank Continental, formation où il restera pendant trois ans jusqu'en 2013. En 2012, il gagne une étape et le classement général de Olympia's Tour, ainsi que l'Arno Wallaard Memorial et le contre-la-montre du Triptyque des Monts et Châteaux. Lors de la saison 2013, il fait encore mieux en décrochant huit succès. En mars, il gagne coup sur coup le Ster van Zwolle et Dorpenomloop Rucphen, puis se classe troisième du Tour de Normandie. Lors du Tour de Bretagne, il gagne le contre-la-montre et termine quatrième du général. Il conserve ensuite son titre sur l'Olympia's Tour, s'adjuge le Tour de Thuringe et devient double champion des Pays-Bas chez les espoirs, sur la course en ligne et le contre-la-montre. En fin de saison, il est quinzième du Tour de l'Avenir, septième des mondiaux espoirs, ainsi que cinquième du Tour de Münster.

### 2014-2017: Garmin/Cannondale
En 2014, ses bons résultats lui permettent de rejoindre l'équipe World Tour Garmin-Sharp. Pour sa première course avec sa nouvelle formation, il se classe dixième du Dubaï Tour. Après avoir participé à plusieurs classiques flandriennes sans résultats notables, il participe à son premier grand tour en mai avec le Tour d'Italie, où il est non-partant lors de la 15e étape. En septembre, lors du Tour de Grande-Bretagne, il s'empare du maillot jaune de leader à l'issue de la septième étape et parvient à le conserver lors du contre-la-montre de la huitième étape, où il résiste au retour de Michał Kwiatkowski et de Bradley Wiggins. En décembre 2014 et 2015, il est sur piste double champion des Pays-Bas de course à l'américaine, avec Yoeri Havik. En 2015, il termine notamment troisième d'À travers les Flandres et cinquième au classement général du Tour de Bavière. Il se classe également 147e de son premier Tour de France et deuxième d'une étape de l'Eneco Tour derrière Johan Le Bon. L'année suivante, il est sixième du Tour des Flandres, seizième de Paris-Roubaix et cinquième du Tour de Grande-Bretagne. En 2017, il réalise une campagne de classiques solide, il est quatrième du Tour des Flandres, huitième d'À travers les Flandres et neuvième du Grand Prix E3.

### 2018-2022: Team Sky/Ineos
En 2018, il rejoint l'équipe britannique Sky. En 2018, il devient champion des Pays-Bas du contre-la-montre, se classe cinquième du BinckBank Tour et dixième du championnat d'Europe du contre-la-montre. Lors du Tour d'Espagne, il est deuxième de la 12e étape, devancé au sprint par Alexandre Geniez. En 2019, il gagne le général du Herald Sun Tour. Lors de la dernière étape du Critérium du Dauphiné, sur un profil montagneux, il s'impose au sprint devant Jack Haig, après avoir notamment distancé des coureurs comme Julian Alaphilippe, Warren Barguil ou Sepp Kuss. Lors du Tour de France, il joue un rôle d'équipier pour les deux premiers de la course : Egan Bernal et Geraint Thomas.
Il commence sa saison 2020 en Australie, avec des cinquièmes places sur le Tour Down Under et la Cadel Evans Great Ocean Road Race. Les courses s'arrêtent peu après en raison de la pandémie de Covid-19. À sa reprise de la compétition en août, il a un rôle d'équipier sur les courses par étapes, participant notamment au Tour de France et au Tour d'Espagne. Entre les deux grands tours, il termine huitième du Tour des Flandres.
En 2021, il réalise une campagne de classique solide : septième du Grand Prix E3, huitième de Gand-Wevelgem et dixième du Tour des Flandres. Le 31 mars, il remporte la classique À travers la Flandre après une échappée en solitaire de 52 kilomètres, résistant à un groupe de poursuite qui inclut Greg Van Avermaet, Warren Barguil et Christophe Laporte. Après une nouvelle participation au Tour de France, il termine quinzième des Jeux olympiques de Tokyo. Lors du Tour d'Espagne, il est non partant lors de 18e étape, en raison d'une fracture du bassin, causée par une chute. Trois semaines plus tard, il participe aux championnats du monde sur route à Louvain, où il règle le sprint pour la deuxième place derrière Julian Alaphilippe, s'offrant une médaille d'argent inattendue. Le 3 octobre, il conclut sa saison en terminant hors délais Paris-Roubaix.
Il entame sa saison 2022 en terminant dixième du Tour de l'Algarve et huitième de l'E3 Saxo Bank Classic. Le 3 avril, il participe au Tour des Flandres. Lors de cette course, il est distancé par le duo de tête composé de Tadej Pogačar et du futur vainqueur Mathieu van der Poel. Accompagné de Valentin Madouas dans les derniers kilomètres, ils reviennent sur le duo de tête au moment du sprint final où van Baarle se classe deuxième derrière van der Poel et signe son premier podium sur un Monument. Le 17 avril, il gagne Paris-Roubaix avec 1 min 47 d'avance sur ses quatre poursuivants, après s'être détaché à 20 kilomètres de l'arrivée. Il s'agit de l'édition la plus rapide de l'histoire. Il participe ensuite au Tour de France et au Tour d'Espagne dans un rôle d'équipier. En fin d'année, il est élu cycliste néerlandais de l'année.

### 2023-: Jumbo-Visma
En août 2022, Jumbo-Visma annonce le recrutement de van Baarle pour trois saisons, de 2023 à 2025.
Il commence sa saison 2023 avec sa nouvelle équipe à l'occasion du Circuit Het Nieuwsblad, qu'il remporte en solitaire, après une échappée de plus de quarante kilomètres. Abandonnant le Grand Prix E3 après une chute, celle-ci le contraint ensuite à renoncer à plusieurs classiques dont le Tour des Flandres. de retour sur Paris-Roubaix, il abandonne sur chute dans la Trouée d'Arenberg. Il souffre de multiples fractures aux mains et à l'épaule et doit se faire recoller des coupures au visage. En juin, il succède à Pascal Eenkhoorn sur le championnat des Pays-Bas de cyclisme sur route après une attaque à 7 kilomètres de l'arrivée. Il s'impose devant son équipier Olav Kooij et Mathieu van der Poel. En juillet, il prend le départ de son huitième Tour de France en tant qu'équipier de Jonas Vingegaard futur vainqueur. Après avoir pris la douzième place des mondiaux remportés par son coéquipier Mathieu van der Poel, il est aligné sur le Tour d'Espagne où l'équipe Jumbo-Visma réalise le triplé sur le podium.
En 2024, Dylan van Baarle est victime de malchance et réalise la plus mauvaise saison de sa carrière. Son début de saison est marqué par des résultats en deçà des attentes. Il se retrouve en difficulté lors du Tour des Flandres après avoir souffert du froid et n'est pas au départ de Paris-Roubaix pour cause de maladie,. Il fait son retour sur le Critérium du Dauphiné, mais se casse la clavicule lors de la cinquième étape, manquant ainsi le Tour de France. Il fait son retour avec une 36e place sur la course olympique à Paris, puis tombe de nouveau lors de la 2e étape du Tour d'Espagne et se casse la hanche.

## Vie privée
En février 2023, la coureuse française Pauline Ferrand-Prévot annonce être en couple avec Dylan van Baarle.

## Palmarès sur route et classements mondiaux

### Palmarès amateur
- 2008
  -  Champion des Pays-Bas du contre-la-montre par équipes juniors
  - 2e du Circuit Het Volk débutants
  - 2e du championnat des Pays-Bas du contre-la-montre cadets
- 2009
  - Classement général de la Ster van Zuid-Limburg
  - 2e étape des Trois Jours d'Axel
  - 3ea étape du Trofeo Karlsberg
  - 2e du Trofeo Karlsberg
  - 2e du championnat des Pays-Bas du contre-la-montre juniors
  - 7e du championnat d'Europe du contre-la-montre juniors
- 2010
  - 2e étape des Trois Jours d'Axel
  - 2e étape de la Vuelta al Besaya
  - 1re et 2ea (contre-la-montre par équipes) étapes de Liège-La Gleize
  - 3e des Trois Jours d'Axel
  - 3e de Liège-La Gleize
- 2011
  - Berkelse Wielerdag
  - 2eb étape du Tour de León (contre-la-montre par équipes)
- 2012
  - 2ea étape du Triptyque des Monts et Châteaux (contre-la-montre)
  - Arno Wallaard Memorial :
  - Olympia's Tour :
    - Classement général
    - Prologue

  - Prologue du Tour de Thuringe (contre-la-montre par équipes)
- 2013
  -  Champion des Pays-Bas sur route espoirs
  -  Champion des Pays-Bas du contre-la-montre espoirs
  - Ster van Zwolle
  - Dorpenomloop Rucphen
  - 6e étape du Tour de Bretagne (contre-la-montre)
  - Olympia's Tour :
    - Classement général
    - 4e étape

  - Classement général du Tour de Thuringe
  - 3e du Tour de Normandie
  - 3e de l'Internationale Wielertrofee Jong Maar Moedig
  - 7e du championnat du monde sur route espoirs

### Palmarès professionnel
- 2014
  - Classement général du Tour de Grande-Bretagne
- 2015
  - 3e d'À travers les Flandres
- 2016
  - 6e du Tour des Flandres
- 2017
  - 4e du Tour des Flandres
  - 8e d'À travers les Flandres
  - 9e du Grand Prix E3
- 2018
  -  Champion des Pays-Bas du contre-la-montre
  - 3e étape du Critérium du Dauphiné (contre-la-montre par équipes)
  - 5e du BinckBank Tour
  - 10e du championnat d'Europe du contre-la-montre
- 2019
  - Classement général du Herald Sun Tour
  - 8e étape du Critérium du Dauphiné
  - 3e du championnat des Pays-Bas du contre-la-montre
- 2020
  - 5e du Tour Down Under
  - 5e de la Cadel Evans Great Ocean Road Race
  - 8e du Tour des Flandres
- 2021
  - À travers les Flandres
  -  Médaillé d'argent du championnat du monde sur route
  - 7e du Grand Prix E3
  - 8e de Gand-Wevelgem
  - 10e du Tour des Flandres
- 2022
  - Paris-Roubaix
  - 2e du Tour des Flandres
  - 8e de l'E3 Saxo Bank Classic
- 2023
  -  Champion des Pays-Bas sur route
  - Circuit Het Nieuwsblad
- 2025
  - 2e du championnat des Pays-Bas du contre-la-montre

### Résultats sur les grands tours

#### Tour de France
8 participations
- 2015 : 147e
- 2016 : 91e
- 2017 : 77e
- 2019 : 46e
- 2020 : 59e
- 2021 : 54e
- 2022 : 32e
- 2023 : 42e

#### Tour d'Italie
2 participations
- 2014 : non-partant (15e étape)
- 2025 : 95e

#### Tour d'Espagne
6 participations
- 2018 : non-partant (14e étape)
- 2020 : 49e
- 2021 : non-partant (18e étape)
- 2022 : 49e
- 2023 : 88e
- 2024 : abandon (2e étape)

### Classiques et championnats internationaux
Ce tableau présente les résultats de Dylan van Baarle sur courses d'un jour de l'UCI World Tour auxquelles il a participé, ainsi qu'aux différentes compétitions internationales.
| Légende | Légende | Légende | Légende     | Légende | Légende              | Légende | Légende       |
| ------- | ------- | ------- | ----------- | ------- | -------------------- | ------- | ------------- |
| Ab.     | Abandon | HD      | Hors-délais | —       | Pas de participation | ×       | Pas d'épreuve |

| Année | Cadel Evans Great Ocean Road Race | Circuit Het Nieuwsblad | Strade Bianche | Milan-San Remo | E3 Saxo Bank Classic | Gand-Wevelgem | À travers les Flandres | Tour des Flandres | Paris-Roubaix | Amstel Gold Race | Flèche wallonne | Classique de Saint-Sébastien | RideLondon-Surrey Classic | EuroEyes Cyclassics | Bretagne Classic | JO - Course en ligne | Europe - CLM | Europe - Course en ligne | Mondial - CLM | Mondial - Course en ligne |
| ----- | --------------------------------- | ---------------------- | -------------- | -------------- | -------------------- | ------------- | ---------------------- | ----------------- | ------------- | ---------------- | --------------- | ---------------------------- | ------------------------- | ------------------- | ---------------- | -------------------- | ------------ | ------------------------ | ------------- | ------------------------- |
| 2014  | ×                                 | —                      | —              | —              | 58e                  | 45e           | 45e                    | 89e               | 64e           | —                | —               | 70e                          | —                         | 81e                 | 93e              | ×                    | ×            | ×                        | —             | Ab.                       |
| 2015  | —                                 | —                      | —              | —              | 24e                  | Ab.           | 3e                     | 37e               | 133e          | —                | —               | —                            | —                         | 124e                | 60e              | ×                    | ×            | ×                        | —             | 96e                       |
| 2016  | —                                 | —                      | —              | 69e            | 19e                  | Ab.           | —                      | 6e                | 16e           | —                | —               | —                            | —                         | —                   | Ab.              | —                    | —            | —                        | —             | 48e                       |
| 2017  | —                                 | 81e                    | Ab.            | —              | 9e                   | 97e           | 8e                     | 4e                | 20e           | 50e              | —               | —                            | 50e                       | —                   | 40e              | ×                    | —            | —                        | —             | —                         |
| 2018  | —                                 | 51e                    | —              | 99e            | 51e                  | 99e           | —                      | 12e               | 19e           | —                | —               | —                            | —                         | —                   | —                | ×                    | 10e          | Ab.                      | —             | —                         |
| 2019  | 42e                               | 14e                    | —              | —              | —                    | —             | 53e                    | 18e               | 21e           | 31e              | 81e             | —                            | —                         | —                   | —                | ×                    | —            | 26e                      | 15e           | Ab.                       |
| 2020  | 5e                                | —                      | —              | 140e           | ×                    | —             | ×                      | 8e                | ×             | ×                | —               | ×                            | ×                         | ×                   | —                | ×                    | —            | —                        | —             | 35e                       |
| 2021  | ×                                 | —                      | —              | 31e            | 7e                   | 8e            | Vainqueur              | 10e               | HD            | 62e              | —               | —                            | ×                         | ×                   | —                | 15e                  | —            | —                        | —             | 2e                        |
| 2022  | ×                                 | —                      | —              | —              | 8e                   | 41e           | 71e                    | 2e                | Vainqueur     | 22e              | —               | —                            | ×                         | —                   | —                | ×                    | —            | —                        | —             | 27e                       |
| 2023  | —                                 | Vainqueur              | —              | —              | Ab.                  | —             | —                      | —                 | Ab.           | —                | —               |                              | ×                         |                     |                  | ×                    |              |                          |               |                           |
| 2024  | —                                 | 34e                    | —              | —              | 88e                  | —             | —                      | 83e               | Ab.           | —                | —               | 66e                          | ×                         | —                   | —                | 36e                  |              |                          |               |                           |

### Classements mondiaux
| Année                                 | 2011  | 2012 | 2013 | 2014 | 2015 | 2016 | 2017  | 2018 | 2019 | 2020 | 2021 | 2022 | 2023 | 2024  |
| ------------------------------------- | ----- | ---- | ---- | ---- | ---- | ---- | ----- | ---- | ---- | ---- | ---- | ---- | ---- | ----- |
| UCI World Tour                        |       |      |      | nc   | 178e | 94e  | 82e   | 104e |      |      |      |      |      |       |
| Classement mondial                    |       |      |      |      |      | 173e | 130e  | 204e | 164e | 76e  | 38e  | 43e  | 178e | 1723e |
| UCI Europe Tour                       | 1140e | 64e  | 12e  |      |      | 291e | 1127e | 700e | 136e | 62e  | 34e  | 36e  | nc   | nc    |
| UCI Asia Tour                         | nc    | nc   | nc   |      |      | 392e | nc    | nc   |      |      |      |      |      |       |
|                                       |       |      |      |      |      |      |       |      |      |      |      |      |      |       |
| Légende : nc = non classéSource : UCI |       |      |      |      |      |      |       |      |      |      |      |      |      |       |

## Palmarès sur piste

### Championnats des Pays-Bas
- 2010
  - 3e de l'américaine
- 2014
  -  Champion des Pays-Bas de l'américaine (avec Yoeri Havik)
- 2015
  -  Champion des Pays-Bas de l'américaine (avec Yoeri Havik)

### UIV Cup
- UIV Cup Rotterdam : 2012 (avec	Ivar Slik)

## Distinctions
- Cycliste néerlandais de l'année : 2022